# Carbonia
Carbonia is een stad op Sardinië, Italië. De stad ligt in het zuidwesten van het eiland en is de hoofdstad van de provincie Zuid-Sardinië. Het is een van de steden die in de jaren dertig van de 20e eeuw is gesticht gedurende de fascistische periode. Carbonia is in een recordtijd gebouwd. Op 5 november 1937 werd ze gesticht en op 18 december 1938 al geopend. De kerktoren van de stad is gebaseerd op die van Aquileia. De stad was indertijd zeer belangrijk omdat het te midden van de steenkoolmijnen lag en er veel brandstof nodig was in verband met de oorlogsdreiging. In de jaren 40 was Carbonia uitgegroeid tot de derde stad van het eiland, na Cagliari en Sassari. Na de Tweede Wereldoorlog werd de vraag naar steenkool steeds kleiner en verlieten veel inwoners (28.000), door gebrek aan banen, de stad. Sinds 1972 vindt er geen mijnbouw meer plaats en heeft er zich metaalverwerkende industrie gevestigd.
In Carbonia is het archeologisch museum Villa Sulcis gevestigd. In dit gebouw huisde ooit de directie van de steenkoolmijnen. In het museum zijn voorwerpen tentoongesteld die dateren uit de periode van de prehistorie tot de hoge middeleeuwen.
De frazione Barega maakt deel uit van deze gemeente.

## Afbeeldingen

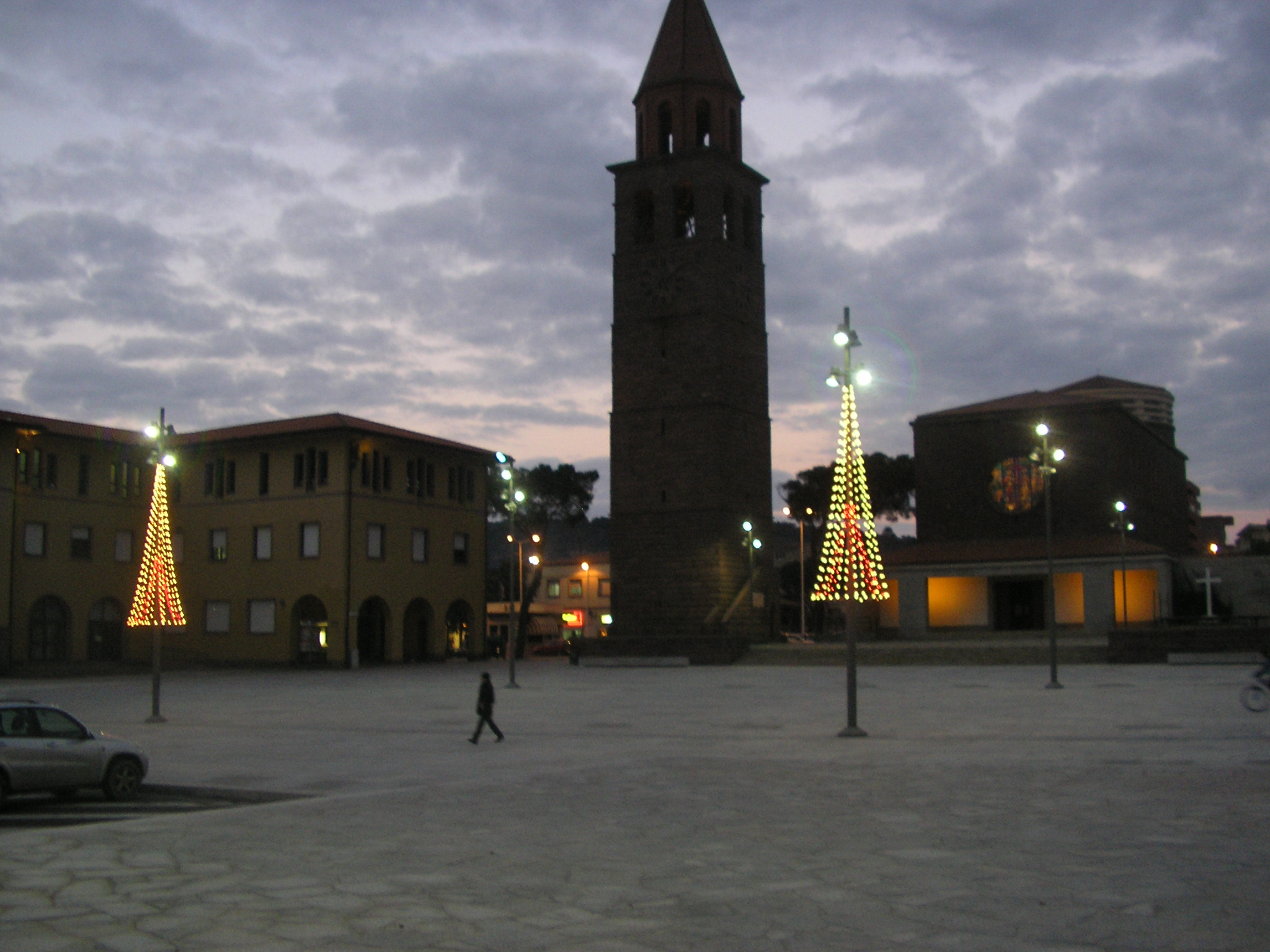
Piazza Roma
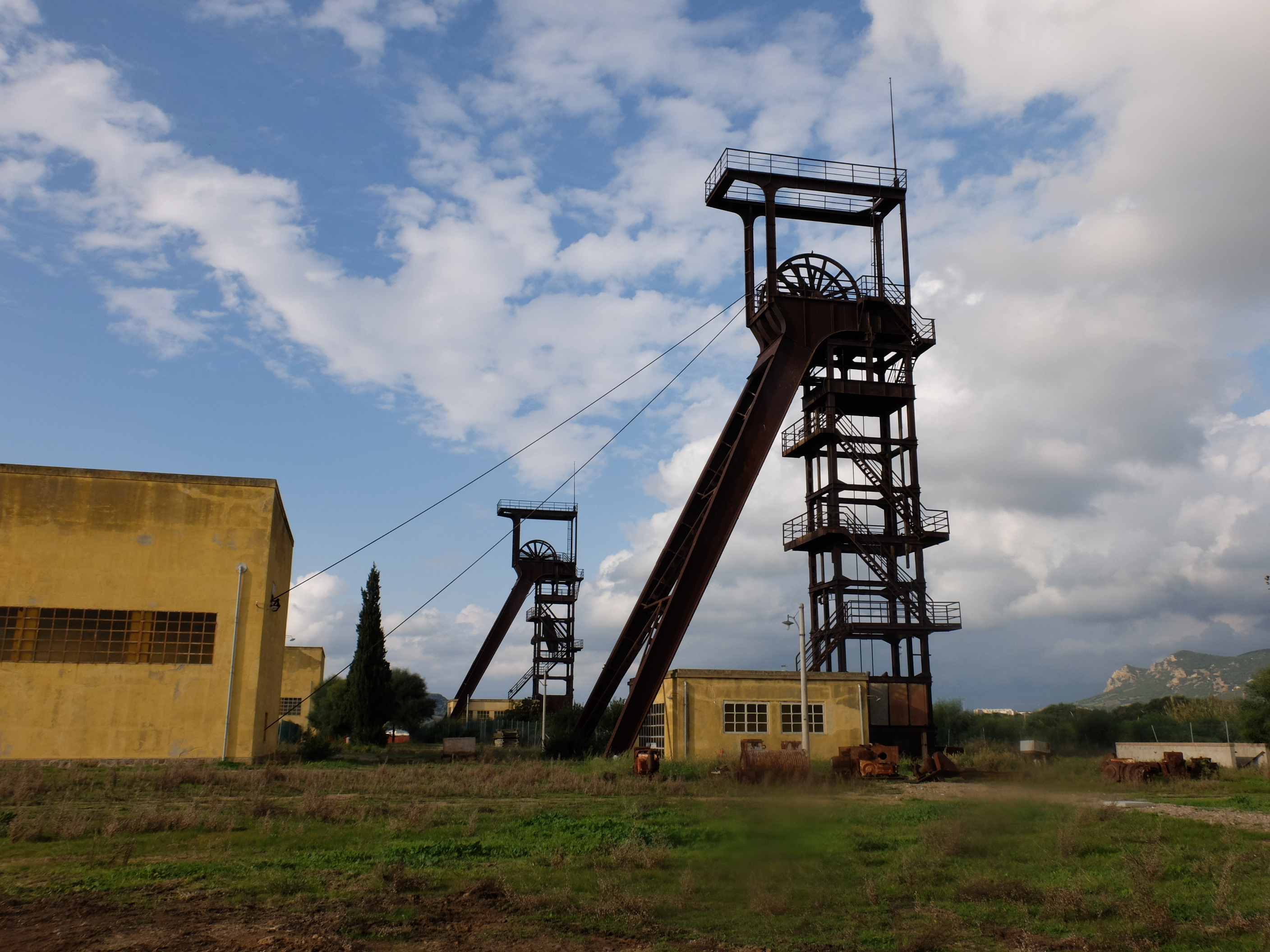
Miniera di Serbariu
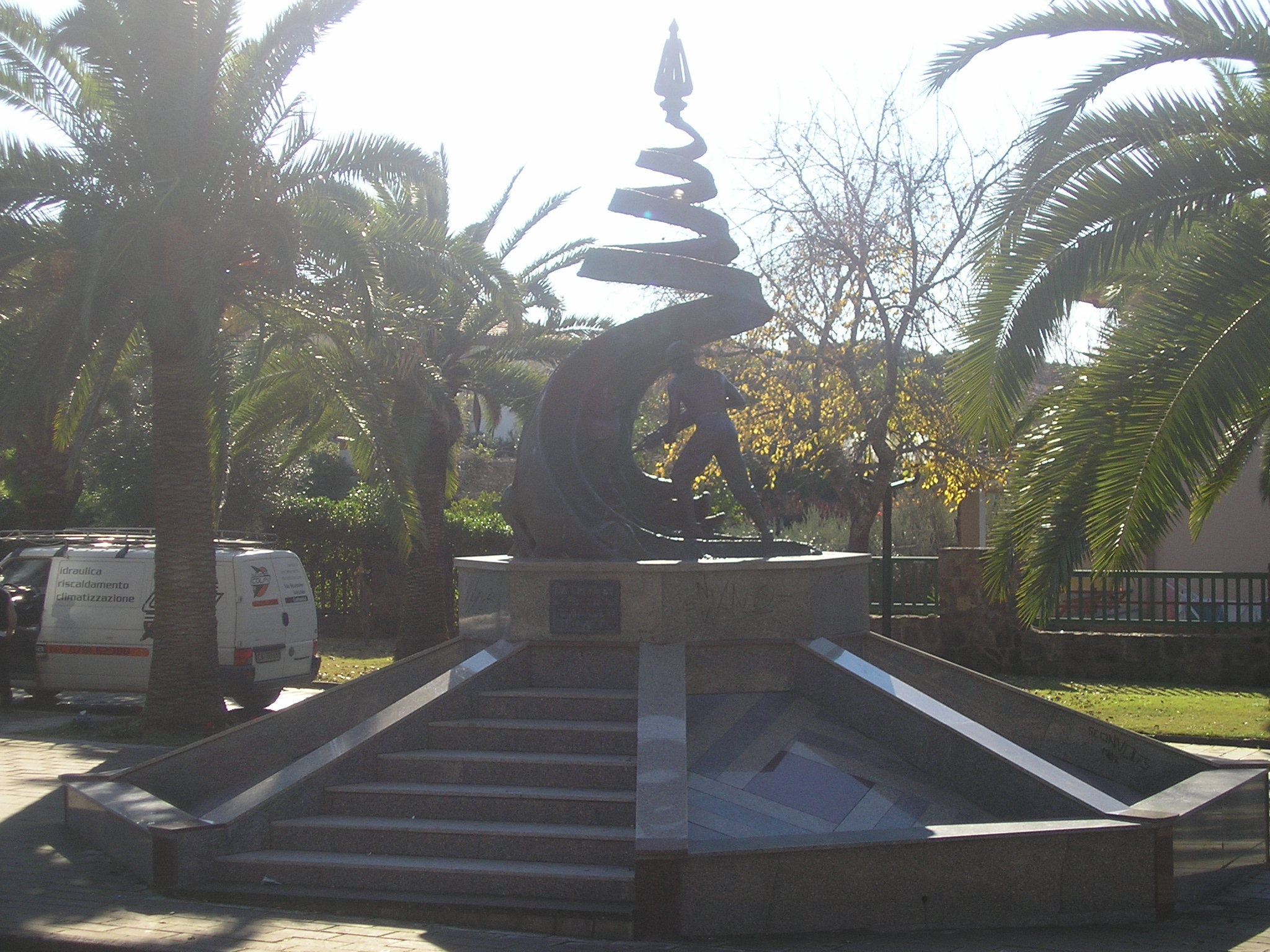
Mijnwerkersmonument
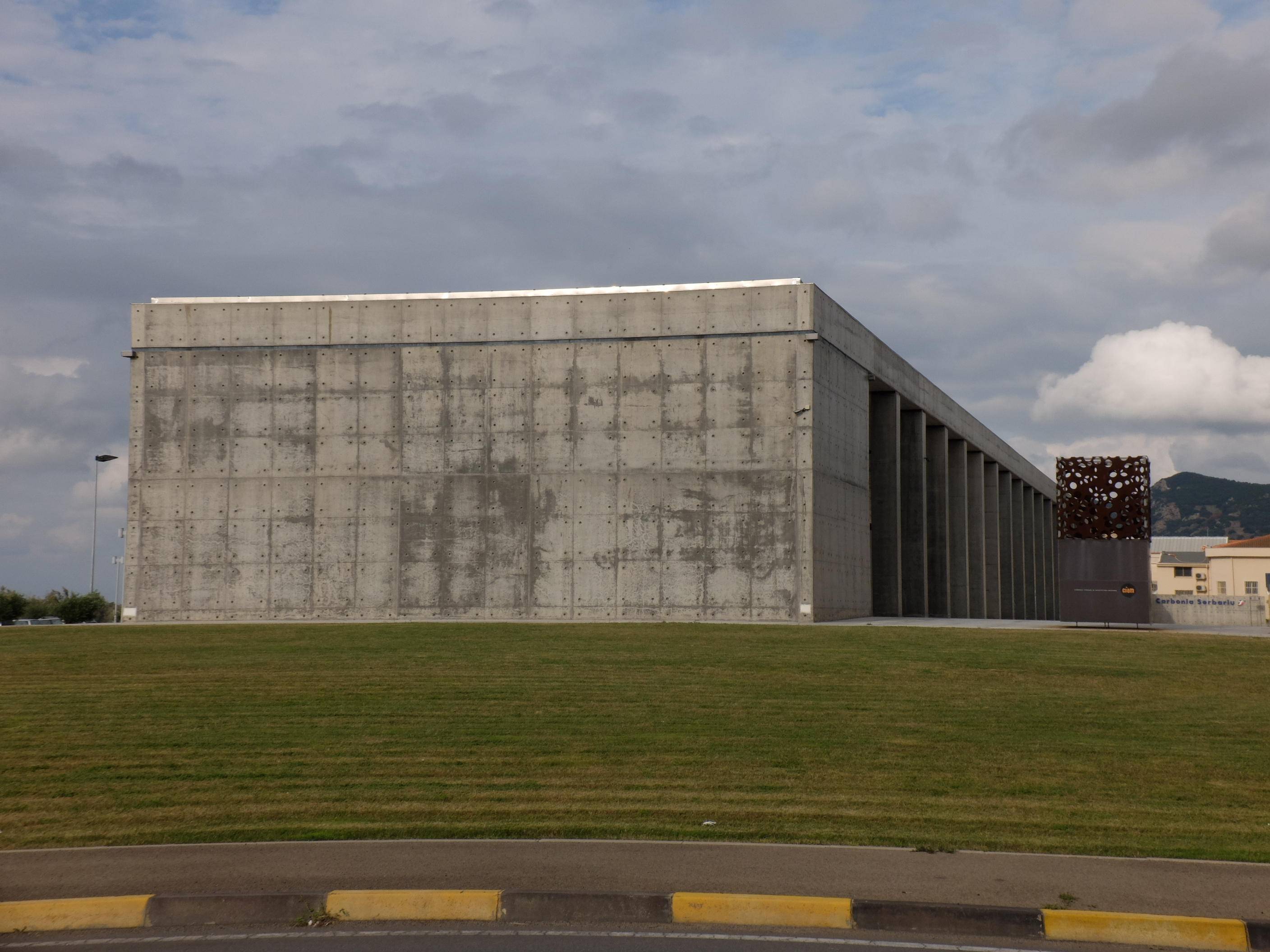
Statione Serbariu